# 空间站列表
本表纪录自首座人造空间站“礼炮一号”发射以来人类所建造过的包括现役和已退役在内的所有轨道空间站。

## 列表
- 礼炮系列空间站（Salyut）（苏联，1971年-1986年）
  - 礼炮一号（1971年，1名乘员，1次失败对接）
  - DOS-2（1972年，无人，发射失败）
  - 礼炮二号/Almaz（1973年，无人，发射后不久失效）
  - 宇宙557号（1973年，无人，发射11天后再入大气层）
  - 礼炮三号/Almaz（1974年，1名乘员，1次失败对接）
  - 礼炮四号（1975年，2名乘员，1名预定乘员无法到达轨道）
  - 礼炮五号/Almaz（1976年-1977年，2名成员，1次失败对接）
  - 礼炮六号（1977年-1981年，16名乘员，其中5位长期停留，11位短期停留，1次失败对接）
  - 礼炮七号（1982年-1986年，10名乘员，其中6位长期停留，4位短期停留，1次失败对接）

礼炮系列空间站由苏联建造，其中礼炮一号是人类的第一个空间站。这个系列的空间站在1971年到1985年间服役，期间一共发射了1至7号，分为民用的DOS（Durable Orbital Station）型和军用的Almaz型[1]。礼炮2号、3号和5号空间站便属于军事用途的Almaz型[2]。
- 天空实验室空间站（Skylab）（美国，1973年-1974年，3名乘员）
天空实验室是美国的空间站计划，在1973年到1974年间一共进行了1至4号任务，除1号任务中发射的空间站核心部件外其余皆为往返于空间站的太空船任务。
- 和平号空间站（Mir）（前苏联/俄罗斯，1986年-2000年，28名乘员，全部长期停留）
和平号是前苏联设计建造的空间站，为上述礼炮计划的后继项目。它于1986年发射升空，并在接下来的十年间陆续追加了众多功能模块，一直被运用到2000年。苏联与美国在这里进行过宇航事业合作，许多不同国家的宇航员也曾到访和平号进行工作。它被废弃后于2001年受控再入大气层烧毁。原本为其后继项目和平号-2准备的星辰号服务舱随后被合并至国际空间站的项目中。
- 国际空间站（International Space Station, ISS）（美国/欧盟/日本/俄罗斯/加拿大，2000年-至今，2011年4月为止共有27名长期停留乘员）
国际空间站是由美国国家航空航天局（NASA）、俄罗斯联邦航天局（RFSA）、日本宇宙航空研究开发机构（JAXA）、加拿大太空局（CSA）和欧洲空间局（ESA）共同建造的空间站项目。它在1998年开始建造，各功能模块在其后被陆续送入轨道装配，目前它的建造还未完成。国际空间站是目前人类拥有过的规模最大的空间站。
- 天宮系列太空站
  - 天宫一号（Tiangong 1）（中国，2011年-2017年）
天宫一号目标飞行器是中国建造并发射运用的小型试验性空间站，它于2011年发射升空。天宫一号计划将与随后发射的神舟八号至十号飞船进行对接，成为中国第一个空间实验室。神舟八号已于2011年11月1日发射，并在11月3日和15日两次成功与天宫一号对接[3][4]。2012年6月18日中午，神舟九号携三名航天员和天宫一号对接成功，航天员成功进入到天宫一号内部。2013年6月13日13时18分，神舟十号携三名航天员再次和天空一号对接成功，航天员进入到天宫一号内部，将开展为期15天的在轨生活和科研活动。2013年6月20日10时，中国女航天员王亚平在天宫一号上进行了一次50分钟的太空授课。2016年3月21日，中国载人航天工程办公室宣告其完成任务。天宫一号已于2018年4月2日上午8時15分坠入大气层销毁。
  - 天宫二号（Tiangong 2）（中国，2016年9月15日-2019年7月19日）
天宫二号空间实验室是中国设计建造并发射运用的正式的中型空间站，它于2016年9月15日晚间发射升空。天宫二号与随后发射的神舟十一号飞船进行对接，成为中国第一个正式的空间实验室。神舟十一号于2016年10月中下旬发射，并与天宫二号对接。2018年9月15日完成在轨两年的任务目标，2019年7月19日21时06分，受控离轨再入大气层销毁，少量残骸落入南太平洋。
  - 天宫空间站（中国，2021年4月29日-至今）
中国设计建造的第三个、也是中国第一个第三代模块化空间站，核心舱段天和核心舱于2021年4月29日发射升空，并分别于2022年7月、10月分别发射了两个实验舱段（问天实验舱、梦天实验舱），目前“T”字基本构型已在轨组装完成[5]。神舟载人飞船与天舟货运飞船被用于运输航天员和货运补给，目前将继续进行空间站建造和开展太空实验工作。

| 空间站               | 空间站 | 乘员 上限 | 发射时间                         | 烧毁时间                   | 运作天数 | 运作天数 | 访问人次 | 访问次数 | 访问次数 | 质量                               | 加压舱 容积              |
| 名字                 | 图片   | 乘员 上限 | 发射时间                         | 烧毁时间                   | 在轨     | 有人     | 访问人次 | 载人     | 无人     | 质量                               | 加压舱 容积              |
| -------------------- | ------ | --------- | -------------------------------- | -------------------------- | -------- | -------- | -------- | -------- | -------- | ---------------------------------- | ------------------------ |
| 礼炮一号             |        | 3         | 1971年4月19日 01:40:00 UTC       | 1971年10月11日             | 175      | 24       | 3        | 2        | 0        | 18,425（40,620英磅）               | 90 m³ （3,180 ft³）      |
| DOS-2                |        | 0         | 1972年7月29日 入轨失败           | 1972年7月29日              | 0        | 0        | 0        | 0        | 0        | 18,000（40,000英磅）               | 90 m³ （3,180 ft³）      |
| 礼炮二号 （Almaz 1） |        | 0         | 1973年4月4日                     | 1973年5月28日              | 54       | 0        | 0        | 0        | 0        | 18,500（40,800英磅）               |                          |
| 宇宙557号            |        | 0         | 1973年5月11日                    | 1973年5月22日              | 11       | 0        | 0        | 0        | 0        | 19,400（42,800英磅）               |                          |
| 天空实验室           |        | 3         | 1973年5月14日 17:30:00 UTC       | 1979年7月11日 16:37:00 UTC | 2,249    | 171      | 9        | 3        | 0        | 77,088（169,950英磅）              | 283 m³ （10,000 ft³）    |
| 礼炮三号 （Almaz 2） |        | 2         | 1974年6月25日 22:38:00 UTC       | 1975年1月24日              | 213      | 15       | 2        | 1        | 0        | 18,900（41,700英磅） （发射重量）  | 90 m³ （3,180 ft³）      |
| 礼炮四号             |        | 2         | 1974年12月26日 04:15:00 UTC      | 1977年2月3日               | 770      | 92       | 4        | 2        | 1        | 18,900（41,700英磅） （发射重量）  | 90 m³ （3,180 ft³）      |
| 礼炮五号 （Almaz 3） |        | 2         | 1976年6月22日 18:04:00 UTC       | 1977年8月8日               | 412      | 67       | 4        | 2        | 0        | 19,000（42,000英磅） （发射重量）  | 100 m³ （3,530 ft³）     |
| 礼炮六号             |        | 3         | 1977年9月29日 06:50:00 UTC       | 1982年7月29日              | 1,764    | 683      | 33       | 16       | 14       | 19,000（42,000英磅）               | 90 m³ （3,180 ft³）      |
| 礼炮七号             |        | 3         | 1982年4月19日 19:45:00 UTC       | 1991年2月7日               | 3,216    | 816      | 26       | 12       | 15       | 19,000（42,000英磅）               | 90 m³ （3,180 ft³）      |
| 和平号 /             |        | 3         | 1986年2月19日 21:28:23 UTC       | 2001年3月23日 05:50:00 UTC | 5,511    | 4,594    | 137      | 39       | 68       | 124,340（274,120英磅）             | 350 m³（12,360 ft³）     |
| 国际空间站 /         |        | 6         | 1998年11月20日                   | 目前在轨                   | 9611     | 8900     | 230      | 88       | 94       | 417,289（919,965英磅）             | 907 m³（32,030 ft³）     |
| 天宫一号             |        | 3         | 2011年9月29日 13:16:03.507 UTC   | 2018年4月2日               | 2377     | 22       | 6        | 2        | 1        | 8,506（18,753英磅）                | 40.5 m3（1,430立方英尺） |
| 天宫二号             |        | 3         | 2016年9月15日 21:04:12.428 UTC+8 | 2019年7月19日              | 1037     | 29       | 2        | 1        | 1        | 8,506（18,753英磅）                | 40.5 m3（1,430立方英尺） |
| 天宫空间站           |        | 6         | 2021年4月29日 11:23:15.613 UTC+8 | 目前在轨                   | 1415     | 1285     | 18       | 6        | 8        | 100,000（220,000英磅）（最大构型） | 340 m3（12,000立方英尺） |